# A Grincs (film, 2000)
A Grincs (eredeti cím: How the Grinch Stole Christmas) 2000-ben bemutatott amerikai film, amely Dr. Seuss azonos című, 1957-ben megjelent könyvén alapul. Mivel ez eredetileg egy gyermekeknek szóló képeskönyv, a készítőknek jelentősen ki kellett egészíteniük a történetet, hogy egész estés filmet alkothassanak. A Grincs az első élőszereplős film Dr. Seuss műveinek adaptációi közül, amely valós díszletek között készült. A rendezője Ron Howard, a forgatókönyvírói Jeffrey Price és Peter S. Seaman, a producere Brian Grazer, a főszereplője Jim Carrey, a zeneszerzője  James Horner. A mozifilm az Universal Pictures és az Imagine Entertainment által készült. Műfaját tekintve filmvígjáték. A kritikusok vegyes reakciókkal fogadták, ám a film bevétele elérte a 260 millió dollárt csak az Egyesült Államokban.
Magyarországon 2000. december 7-én mutatták be a mozikban, 2008. november 11-én adták ki DVD-n.

## Cselekmény
|  | Alább a cselekmény részletei következnek! |

A kifalvi Kik rajonganak a karácsonyért; sokkalta jobban, mint bármely más ünnepért, de a Grincs, egy zöld, szőrös lény, aki Kifalvától északra, a Kobak-hegyen lakik, ki nem állhatja sem a karácsonyt, sem a Kiket. Max nevű kutyájával egy barlangban él, és meglehetősen rossz emlékeket őriz a karácsonyról, noha nyolcesztendős koráig őt is úgy nevelték, „mint minden más Ki gyereket… hogy nagyon szeresse a karácsonyt.” A Grincs gyermekkorában gyöngéd érzelmeket táplált Martha May Kivier iránt, ám meglehetősen kemény vetélytársa akadt a későbbi polgármester, Augustus Mayki személyében.
A nyolcéves Grincs karácsonyi ajándékként egy angyalfigurát készít Martha Maynek. A tükörbe nézve azonban aggódni kezd, hogy Martha talán visszataszítónak találja majd a szőrös arcát. Megborotválkozik, s eközben számos helyen megvágja magát. Sebhelyekkel borított arcáért másnap osztálytársai kegyetlenül kicsúfolják, még a tanítónőjük sem állja meg nevetés nélkül. A gyermek Grincs ettől a pillanattól fogva gyűlöli a karácsonyt, és Kifalváról a Kobak-hegyre költözik.
Jó néhány évvel ezután, a karácsonyi bevásárlási láz kellős közepén egy szintén nyolcéves kislány, Cindy Lou-Ki úgy érzi, az ünnep igazi lényege elveszett. Nyomasztja a sok ajándék, a sok talmi csillogás. A Grincs története viszont elbűvöli, és innentől kezdve más vágya sincs, mint újra megnyerni őt a karácsony szellemének. Sikerül is meggyőznie a Kobak-hegy zöld lakóját, hogy vegyen részt a Kik karácsonyi Kivigasságán; igen nyomós érve, hogy Martha May is ott lesz. Az ünnep azonban botrányba fullad: a polgármester egész Kifalva előtt azzal alázza meg, hogy borotvát ad neki ajándékba, majd ezután megkéri Martha May kezét. Az igencsak dühös Grincs kijelenti, hogy „az egész karácsonyi ünnep kész röhej”, és a Kik körében „a kapzsiságnak nincs vége”. Kifalva lakói menekülni próbálnak; a kialakuló káoszt pedig a Grincs csak tovább fokozza azzal, hogy felgyújtja a főtéren magasodó karácsonyfát.
Szenteste a zöld, szőrös lény elhatározza, hogy egyszer s mindenkorra véget vet a karácsonynak. Mikulásnak öltözve szánt készít, hogy Kifalvára repülhessen, és a Kik minden karácsonyi dekorációját és ajándékát egy hatalmas zsákba gyűjtve ellopja tőlük az ünnepet. Rénszarvasnak a kutyáját, Maxet teszi meg, a fejére kötött agancs segítségével. Cindy Lou-Ki házába érkezve azonban szembetalálja magát a kislánnyal, aki nem ismeri fel őt a Mikulás-öltözéke miatt. A gyermek arra kéri a „Mikulást”, hogy a Grincsről se feledkezzen meg. A Grincs egy pillanatra meghatódik, de aztán gyorsan visszatér eredeti szándékához. Miután kirabolta az egész falut, Max felhúzza a szánt a Kobak-hegy tetejére.
A Kik felébredve felfedezik, hogy a Grincs az egész karácsonyt ellopta, és elkeseredésükben Cindyt okolják. Édesapja, Lou Lou-Ki azonban a védelmére kel, és kijelenti, hogy „a karácsonyt nem lehet ellopni, mert a karácsony lényege nem az ajándék, vagy a díszek”, a karácsony szelleme ettől még közöttük lehet, mert azt nem lehet boltban megvásárolni. A Kik megértik mindezt, és ajándékok nélkül is boldogan énekelni kezdenek a főtéri karácsonyfa körül (melyet még a Grincs távozása után villámgyorsan helyreállítottak).
Az énekszó a Kobak-hegyre is felhallatszik, és a karácsony szelleme végül a Grincs szívét is betölti, mely ennek hatására „három számmal nőtt meg”. Ezután észreveszi, hogy az ajándékokkal megrakott szán már-már lezuhan a hegyről. Megpróbálja visszahúzni, de mindhiába, a szán megállíthatatlanul csúszik lefelé. Ekkor azonban a zsák tetején felbukkan Cindy, aki éppen a Grincshez jött, hogy „senki ne legyen egyedül karácsonykor”. A zöld lény megnőtt szíve már képtelen lenne elviselni, ha a kislánynak baja esnék, így emberfeletti erővel mégis sikerül visszahúznia a szánt a szakadék széléről, s Cindyvel együtt visszatérnek az ajándékokkal Kifalvára. A rendőr előtt a Grincs beismeri a bűnét, és megbánást tanúsít, így az nem tartóztatja le őt. A polgármester csalódását csak tovább fokozza, amikor Martha May a Grincs zsákjában megtalálja az Augustus által neki ajándékozott gyűrűt, és visszaadja azt neki, mondván, az ő szíve már valaki másé, s ez a más maga a Grincs. A zöld lény ezt követően egész Kifalvát vendégül látja a barlangjában, és ő maga szeleteli fel az ünnepi pecsenyét.
|  | Itt a vége a cselekmény részletezésének! |

## Szereplők
- A Grincs: Zöld, szőrös lény, aki ki nem állhatja a karácsonyt, és el akarja lopni. (A gyermek Grincs szerepében Josh Ryan Evans látható.)
- Cindy Lou-Ki: nyolcéves kislány, aki meg van győződve róla, hogy a karácsony lényege nem az ajándékok számában és méretében rejlik.
- Augustus Mayki: Kifalva polgármestere; gyermekkorában rengeteget csúfolta a Grincset a külseje miatt, és hozzá hasonlóan szerette volna elnyerni Martha May szerelmét. (A gyermek Augustus szerepében Ben Bookbinder látható.)
- Martha May Kivier: a Grincs szíve hölgye, akinek kegyeiért a polgármester is verseng. (A gyermek Martha szerepében Landry Allbright látható.)
- Lou Lou-Ki: Cindy édesapja, a posta vezetője
- Betty Lou-Ki: Cindy édesanyja, mindenáron el akarja érni, hogy az ő házukon legyenek a legszebb karácsonyi fények, és ne Martháén.
- Drew Lou-Ki: Cindy bátyja
- Stu Lou-Ki: Cindy bátyja
- A polgármester minden lében kanál segédje
- Rendőrfőnök
- Kifalva tanítónője
- Max: A Grincs kutyája
- Anthony Hopkins: A mesélő

## Szereposztás
| Szereplő                    | Színész               | Magyar hang        |
| --------------------------- | --------------------- | ------------------ |
| Mesélő                      | Anthony Hopkins       | Rajhona Ádám       |
| Grincs                      | Jim Carrey            | Kerekes József     |
| Cindy Lou-Ki                | Taylor Momsen         | Bogdányi Titanilla |
| Augustus Mayki polgármester | Jeffrey Tambor        | Szilágyi Tibor     |
| Martha May Ki               | Christine Baranski    | Román Judit        |
| Lou Lou-Ki                  | Bill Irwin            | Józsa Imre         |
| Betty Lou Ki                | Molly Shannon         | Kiss Eszter        |
| Drew Lou Ki                 | Jeremy Howard         | Rába Roland        |
| Stu Lou Ki                  | T. J. Thyne           | Seszták Szabolcs   |
| Kibris                      | Clint Howard          | Szokol Péter       |
| Kilihan rendőr              | Jim Meskimen          | Mikula Sándor      |
| Clarnella                   | Mindy Sterling        | Halász Aranka      |
| Rose                        | Rachel Winfree        | Hullan Zsuzsa      |
| Idős naplós                 | Rance Howard          | Vizy György        |
| Miss Rue Ki                 | Mary Stein            | Vándor Éva         |
| 8 éves Grincs               | Evans Josh Ryan Evans | Borbíró András     |
| 8 éves May Ki               | Ben Bookbinder        | Szvetlov Balázs    |
| 8 éves Martha               | Landry Allbright      | Molnár Ilona       |
| 8 éves Kibris               | Reid Kirchenbauer     | ?                  |
| Christina Kiterberry        | Lacey Kohl            | Nemes Takách Kata  |
| Junie                       | Nadja Pionilla        | Mánya Zsófi        |
| Vásárló                     | Michael Dahlen        | Albert Gábor       |
| Biciklis Ki                 | David Costabile       | ?                  |
| Dilis Mose                  | James Ritz            | ?                  |
| Postai dolgozó              | Deep Roy              | Almási Sándor      |
| Sophie                      | Jessica Sara          | ?                  |
| Ki fiú                      | Mason Lucero          | ?                  |
| Iskolás lány                | Michaela Gallo        | ?                  |

## A film elkészítése
A fő kihívást a Dr. Seuss-i világ megteremtése jelentette; a Kiknek és környezetüknek, használati tárgyaiknak egyszerre kellett groteszknek, emberinek és szerethetőnek lenniük. A maszkmester Rick Bakerre nem kis feladat hárult: nem pusztán Jim Carreyt kellett átváltoztatnia, hanem valamennyi színészt is. Jim Carrey számára a forgatás 92 napig tartott, és maszkjának elkészítése minden egyes napon két és fél órát vett igénybe, eltávolítása egy órába került. A sminkeseknek arra is figyelniük kellett, hogy bőrbarát ragasztóanyagokat használjanak az orr (és egyes esetekben a fülek) felhelyezéséhez, hiszen a maszkot a színészek egész nap viselték. A rendező, Ron Howard is pontosan szerette volna tudni, mindez milyen megpróbáltatásokat jelent a „Kiknek”, így egy napon saját magát is Grinccsé maszkíroztatta, és Grincs külsővel járt-kelt egész nap, olykor némi zavart okozva ezzel a stábnak.
A Kiknek nem csupán a külseje, a mozgása is meglehetősen groteszk. A színészeket kaszkadőrök és cirkuszi artisták segítették ezek elsajátításában. A stáb trambulinokon, ugródeszkákon és hatalmas golyókon egyensúlyozva gyakorolt. Ez, különösen Kinek maszkírozva, meglehetősen kemény fizikai munka volt.
Kifalva a legnagyobb díszlet volt, melyet a Universal Pictures valaha felépített. A forgatáshoz használt műhó elég lett volna kilenc focipálya teljes beborításához. A falu képének tökéletesítéséhez a különféle digitális trükkök is nagyban hozzájárultak – a maszkok mellett ezek szintén az alkotás gerincét képezték. A felvételek java része kékháttér-technológiával készült; a Kifalvát körülvevő hegyeket és a felhős eget, valamint olykor a falu egy részét is számítógép segítségével alkották meg. A digitális technika a Grincs ördögi vigyorának kialakításában is szerepet kapott.

## Fogadtatás
A film jórészt negatív kritikákat kapott, ám ennek ellenére kimagasló bevételt hozott. Két kategóriában jelölték Arany Málna díjra, de sem a legrosszabb forgatókönyv, sem a legrosszabb adaptáció „díját” nem kapta meg. Ezzel ellenben a filmnek három Oscar-jelölése is volt (legjobb jelmez, legjobb díszlet, legjobb smink és maszk), melyek közül a legjobb maszkoknak járó aranyszobrot el is nyerte.

## Filmzenealbum
A hivatalosan megjelent album nem tartalmazza James Horner művének egészét; az eredeti filmzene csak a játékidő második részében hallható, az első felében a filmből származó párbeszédek és különféle előadók dalai kaptak helyet (ez utóbbiak részben hallhatók a filmben is). Létezik azonban egy bootleg verzió is, mely az eredeti, instrumentális filmzenét tartalmazza, a hivatalos kiadás betétdalai és a párbeszédek nélkül.
Trakclista:
| Hivatalos kiadás 1. Kids Today (párbeszéd a filmből) – 0:20 2. Grinch 2000 (Busta Rhymes/Jim Carrey) – 3:34 3. Green Christmas (Barenaked Ladies) – 2:35 4. Christmas Of Love (Little Isidore and the Inquisitors) – 2:19 5. Lonely Christmas Eve (Ben Folds) – 3:20 6. Grinch Schedule (a filmből) – 0:40 7. Better Do It Right (Smash Mouth) – 3:10 8. Whoville Medley – Perfect Christmas Night/Grinch (Trans-Siberian Orchestra) – 4:59 9. Reindeer (a filmből) – 0:35 10. Christmas Is Going To The Dogs (The Eels) – 2:57 11. You’re A Mean One, Mr. Grinch (Jim Carrey) – 2:31 12. Christmas Means More (a filmből) – 0:49 13. You Don’t Have To Be Alone (’N Sync) – 4:33 14. Where Are You, Christmas? (Faith Hill) – 4:06 Az eredeti filmzenéből: 1. The Shape Of Things To Come (benne: Happy Who-lidays) – 6:32 2. Memories Of A Green Childhood – 3:28 3. Christmas, Why Can’t I Find You? (énekli Taylor Momsen) – 2:09 4. Stealing Christmas (a filmből vett párbeszéddel) – 6:55 5. The Big Heist – 4:04 6. Does Cindy Lou Really Ruin Christmas? – 4:09 7. A Change Of The Heart – 3:43 8. The Sleigh Of Presents – 6:01 9. He Carves The Roast Beast (benne: Welcome Christmas) – 3:12 Összidő: 76:51 | Bootleg kiadás: 1. Main Title (benne: Happy Who-lidays) – 4:25 2. Intruders – The Grinch Descends – 2:13 3. Did Somebody Say „The Grinch”? – 1:25 4. Mailroom Dilemma – 4:23 5. Back To Crumpit – 1:08 6. Christmas, Why Can’t I Find You? (énekli Taylor Momsen) – 2:10 7. Home, Sweet Lair – 2:01 8. The Grinch’s Story – 2:02 9. Building The Angel – 1:47 10. Memories Of A Green Childhood – 3:31 11. Cheermeister Vote – 1:51 12. Cindy Lou Invites The Grinch – 2:55 13. Cindy Lou’s Slide – 1:26 14. The Cheermeister Games (Vangelis Tűzszekerek-főtémájával) – 2:17 15. Bad Award! – 0:51 16. Tree Burn – „It’s Gonna Blow!” – 4:25 17. Grinch’s Plot – „You’re A Mean One, Mr. Grinch!” (énekli Jim Carrey) – 3:13 18. Santa Surveillance – 0:37 19. Take Off – 3:01 20. Our First Stop – 3:53 21. The Grinch Breaks And Enters – 4:08 22. Does Cindy Lou Really Ruin Christmas? – 4:36 23. A Change Of The Heart – 3:44 24. The Sleigh Of Presents – 6:07 25. He Carves The Roast Beast – 3:12 Összidő: 71:22 |

## Televíziós megjelenések
- HBO, TV2, Cinemax, Viasat 3, AMC
- RTL Három, Film+

## Fordítás
- Ez a szócikk részben vagy egészben a How the Grinch Stole Christmas (film) című angol Wikipédia-szócikk ezen változatának fordításán alapul.  Az eredeti cikk szerkesztőit annak laptörténete sorolja fel. Ez a jelzés csupán a megfogalmazás eredetét és a szerzői jogokat jelzi, nem szolgál a cikkben szereplő információk forrásmegjelöléseként.